# Gaming-Tastatur
Eine Gaming-Tastatur ist eine Computertastatur mit speziellen Funktionen zur Steuerung von Computerspielen. Daneben haben Gaming-Tastaturen oft Design-Elemente, die sich an die Ästhetik von Computerspielen anlehnen, statt an die Bürowelt herkömmlicher Tastaturen zu erinnern.

## Eigenschaften
Gaming-Tastaturen unterscheiden sich gegenüber herkömmlichen Tastaturen häufig in:
- schnellere Reaktionsfähigkeit der Tasten durch verschiedene Switches, oft dem Standard der Cherry-MX-Schalter folgend: Red Switches (rot; reagieren am schnellsten), Brown Switches (braun), Blue Switches (blau), Yellow Switches (gelb)
- Möglichkeit, mehr Tasten gleichzeitig zu drücken als bei normalen Tastaturen: n-key rollover
- mehr Tasten für Zusatzfunktionen und Sondertasten
- mit Makros programmierbare bzw. konfigurierbare Tasten
- LC-Displays für Zustandsanzeigen an der Tastatur, erstmals 2005[2]
- Hintergrundbeleuchtung der Tasten
- andere farbliche Gestaltung, andere Form

Angeschlossen werden Gaming-Tastaturen an Computern heute per USB-Anschluss oder drahtlos.

## Anbieter und Produkte

Logitech G15 (erste Edition)

2005 kam die Logitech G15 auf den Markt, die erste Tastatur für Heimanwender mit LC-Display und mit Makro-programmierbaren Tasten. Die Logitech G11 kam 2006 auf den Markt: Sie gleicht der G15, hat jedoch kein LCD und ist daher billiger.
Anbieter von Gaming-Tastaturen sind oder waren u. a. Acer Predator, Alienware, ASUS, Corsair, Logitech, Mad Catz, Razer, Roccat (2019 von Turtle Beach übernommen), Saitek (2016 von Logitech übernommen) und Steelseries.